# John Ellis (físico)
Jonathan Richard Ellis (más conocido como John Ellis) es un físico teórico británico que actualmente ocupa el puesto de Profesor de Física Teórica Clerk Maxwell en el King's College de Londres.
Después de completar su educación secundaria en la Highgate School, asistió al King's College, Cambridge, donde obtuvo su doctorado en física teórica de partículas (alta energía) en 1971. Después de breves puestos de postdoctorado en SLAC y Caltech, fue al CERN y ocupó un contrato indefinido allí desde 1978. Fue galardonado con la Medalla Maxwell y el Premio Paul Dirac por el Instituto de Física en 1982 y 2005 respectivamente, y es miembro electo de la Royal Society de Londres desde 1985 y del Instituto de Física desde 1991. Recibió un Doctorado Honorario de la Universidad de Southampton, y ganó dos veces el Primer Premio en el concurso de ensayos de la Gravity Research Foundation (en 1999 y 2005). También es doctor honorario en la Universidad de Uppsala.
Las actividades de Ellis en el CERN son muy variadas. Fue dos veces Líder de División Adjunto para la división de teoría ("TH"), y se desempeñó como Líder de División para 1988-1994. Fue miembro fundador de la LEPC y de la LHCC; actualmente es presidente del comité para investigar oportunidades de física para futuros aceleradores de protones, y es miembro del Comité de Dirección CLIC (Colisionador Lineal Compacto) extendido.
Ellis fue nombrado Comandante de la Orden del Imperio Británico (CBE) en los honores de cumpleaños de 2012 por servicios a la ciencia y la tecnología.

## Investigación científica
Los intereses de investigación de Ellis se centran en los aspectos fenomenológicos de la física de partículas, aunque también ha realizado importantes contribuciones a la astrofísica y la cosmología y la gravedad cuántica. La mayoría de sus publicaciones se relacionan directamente con el experimento, desde la interpretación de las mediciones y los resultados de la búsqueda de nuevas partículas, hasta la exploración de la física que podría hacerse con futuros aceleradores. Fue uno de los pioneros de la investigación en la interfaz entre la física de partículas y la cosmología, que desde entonces se ha convertido en una subespecialidad propia: la astrofísica de partículas.
Los primeros logros de investigación de Ellis se centran en la fenomenología de las teorías de calibre. Trabajando con Dimitri Nanopoulos y Mary Gaillard, propuso en 1976 el llamado proceso "Higgs-strahlung" en el que un bosón de Higgs se irradia desde un bosón-Z (esta resultó ser la mejor manera de buscar el bosón de Higgs en el Gran Colisionador Electrón-Positrón), y en el mismo año estimó la contribución directa de la violación CP a las raras desintegraciones neutrales de kaon (lo que condujo al éxito de los experimentos NA31 y NA48 en el CERN). También en 1976, publicó dos artículos que sugieren técnicas para encontrar el gluón en aniquilaciones e+
e−
. Al año siguiente predijo la masa del quark bottom sobre la base de la Teoría de la Gran Unificación, antes de que este quark se observara en el experimento. En 1978 publicó un artículo general frecuentemente citado sobre tales teorías, con Andrzej J. Buras, Gaillard y Nanopoulos.
En la década de 1980, Ellis se convirtió en un destacado defensor de los modelos de supersimetría. En uno de sus primeros trabajos, demostró que la partícula supersimétrica más ligera es un candidato natural de materia oscura. En 1991, demostró que las correcciones radiativas a la masa del bosón de Higgs más ligero en modelos supersimétricos mínimos aumentaron esa masa más allá del alcance de las búsquedas del gran colisionador de electrones y positrones (LEP). En términos más generales, Ellis y sus colaboradores fueron pioneros en el análisis de los llamados "escenarios de referencia" destinados a ilustrar el rango de fenomenología que cabe esperar de los modelos supersimétricos; Dichos análisis han desempeñado un papel importante en la evaluación de la promesa de varias opciones futuras de aceleradores.
Paralelamente a sus investigaciones sobre fenomenología supersimétrica, Ellis también ha abogado por las sondas fenomenológicas de la gravedad cuántica y la teoría de cuerdas. Estas sondas incluyen pruebas directas de mecánica cuántica con la colaboración CPLEAR y la derivación de grandes teorías unificadas de la teoría de cuerdas. En este sentido, su trabajo en pruebas de la constancia de la velocidad de la luz y modelos de cosmología de cuerdas recibió premios separados de la Gravity Research Foundation.
Se puede obtener una impresión del impacto de la investigación de Ellis del sistema de referencia INSPIRE-HEP para trabajos científicos en física de partículas y campos relacionados. A partir de 2015, esta base de datos enumera más de 1.000 artículos científicos de los cuales es autor; En total, la suma de las citas es superior a 60.000. En 2004, una encuesta de SPIERS lo clasificó como el segundo físico teórico más citado. Sus publicaciones incluyen tres artículos con más de 1000 citas, ocho más con más de 500 citas y más de 100 otros documentos con al menos 100 citas cada uno. Con Daniele Amati, editó el libro de 2000 Quantum Reflections (una colección de artículos de varios físicos sobre filosofía y conceptualización de la teoría cuántica).

## Apoyo a proyectos con acelerador de partículas

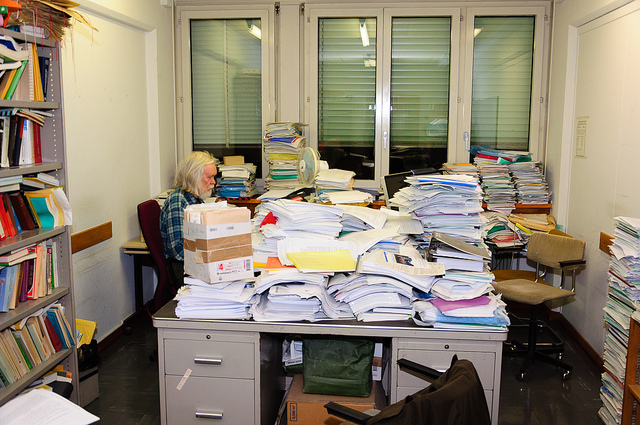
John Ellis en su oficina en el CERN en enero de 2012

Además de su investigación teórica, John Ellis ha sido un defensor de los futuros aceleradores, comenzando con LEP y el LHC, y extendiéndose a Compact Linear Collider (CLIC), colisionadores de fotones y futuros aceleradores de protones. Naturalmente, su trabajo teórico reflejó estas conexiones, como cuando mostró que los datos del Stanford Linear Collider (SLC) y del LEP podrían usarse para predecir las masas del quark top y del bosón de Higgs. Dichas predicciones son ahora una actividad principal dentro de la física de partículas y constituyen uno de los puentes más importantes entre las comunidades experimentales y teóricas.
Con respecto al LHC, Ellis desempeñó un papel de liderazgo en el seminario seminal de 1984 sobre física que se realizaría con dicho acelerador. Desde entonces, ha escrito muchos artículos sobre búsquedas de bosones de Higgs y partículas supersimétricas en el LHC, tanto para la comunidad de física de partículas como a un nivel más popular. Su más reciente revisión de física del LHC apareció en un suplemento de Nature Insight el 19 de julio de 2007.
John Ellis ha sido un gran defensor de la opción CLIC para un futuro colisionador lineal e+
e−
 de alta energía; esta opción se aplica con mayor fuerza en el CERN. Fue coordinador del CLIC Physics Study Group que produjo el informe principal sobre esta opción, en 2004.

## Divulgación de la física
Ellis es invitado regularmente a dar conferencias públicas sobre física de partículas y temas relacionados. En el período de dos años 2004–5, dio conferencias públicas en Ginebra (en francés), en Granada y Barcelona (en español), en Roma (en italiano) y en Varsovia (en inglés). Recientemente pronunció un discurso sobre el futuro de la física más allá del bosón de Higgs en Valencia (en inglés). Mientras que en el CERN a menudo da charlas introductorias a los visitantes, que van desde delegaciones oficiales del Reino Unido hasta profesores de física en el nivel secundario.
Ellis es conocido por sus esfuerzos para involucrar a naciones no europeas en actividades científicas del CERN. En el contexto del LHC, ha interactuado con frecuencia con físicos, administradores de universidades e institutos, y ministros de agencias de financiación y cuerpos diplomáticos de una amplia variedad de países, desde los principales socios del CERN como Estados Unidos, Rusia, Japón y Canadá, India, Israel, Armenia y China, a estados con programas de física nacientes como Azerbaiyán, las repúblicas bálticas, Bolivia, Colombia, Croacia, Chipre, Irán, Madagascar, Nueva Zelanda, Pakistán, Rumania, Sri Lanka, Vietnam, y recientemente en Palestina y Ruanda, y muchos otros. Estas interacciones han fomentado el carácter internacional del CERN y han abierto los caminos del discurso científico en todo el mundo.
En 2014, Ellis pronunció un discurso sobre sus experiencias en el CERN en el segundo Festival Starmus en las Islas Canarias. Ellis es panelista habitual en HowTheLightGetsIn, el festival de música y filosofía que se celebra cada año en Hay-on-Wye.